# Stichprobeninventur
Die Stichprobeninventur (§ 241, 1 HGB) ist ein Inventur-Vereinfachungsverfahren und in Deutschland seit dem 1. Januar 1977 handels- und steuerrechtlich zulässig. Es kann wie die beiden anderen Inventurverfahren “vollständige körperliche Bestandsaufnahme” und “buch- oder belegmäßige Aufnahme” mit den zulässigen Inventursystemen “Stichtagsinventur”, “zeitlich verlegte Stichtagsinventur” und “permanente Inventur” kombiniert werden.

## Gesetzliche Voraussetzung
Grundsätzlich erfordert die Durchführung der Stichprobeninventur neben der vermuteten und unterstellten Ordnungsmäßigkeit der Lagerbuchführung den Einsatz eines anerkannten mathematisch-statistischen Schätz- oder Testverfahrens sowie die Einhaltung der Grundsätze ordnungsmäßiger Buchführung (Vollständigkeit, Richtigkeit und Nachprüfbarkeit). Des Weiteren muss auch die Stichprobeninventur einen Aussagewert über das betrachtete Lager liefern, der dem einer vollständigen körperlichen Aufnahme entspricht (§ 240, 1 HGB).

### Grundsatz der Vollständigkeit
Vollständigkeit bedeutet, dass die mithilfe der Stichprobeninventur inventarisierte Grundgesamtheit, zeitlich, sachlich und örtlich abzugrenzen ist und die Ergebnisse (= Istmengen) aller aufzunehmenden Positionen in die Ergebnisermittlung (= Anerkennung oder Ablehnung der Ordnungsmäßigkeitsannahme für die Lagerbuchführung) einfließen müssen.

### Grundsatz der Richtigkeit
Der Aussagewert der Stichprobeninventur muss dem einer vollständigen körperlichen Aufnahme gleichkommen. So dürfen bspw. bei Einsatz eines Schätzverfahrens der relative Stichprobenfehler der Schätzung für das Gesamtlager mit einer Aussagesicherheit von 95 % maximal 1 % betragen und der um die festgestellten Bestandsdifferenzen korrigierte Buchwert maximal 2 % vom ermittelten Schätzwert abweichen.

### Grundsatz der Nachprüfbarkeit
Die Bestimmung der zufällig ausgewählten Stichprobenpositionen wie auch die Ergebnisermittlung sind so zu dokumentieren, dass diese von einem sachkundigen Dritten nachvollzogen werden können.

### Anerkannte mathematisch-statistische Stichprobenverfahren
Zu den für die Durchführung der Stichprobeninventuren gebräuchlichsten Verfahren zählen freie Mittelwertschätzung, gebundene (Differenzen-, Verhältnis-, Regressionsschätzung) Schätzverfahren (die jeweils ungeschichtet und geschichtet durchgeführt werden können) und die Testverfahren homograder und heterograder Sequentialtest. Entscheidend für ihren Einsatz zur Durchführung der Stichprobeninventur ist zum einen, dass sie zu den „Zufallsstichprobenverfahren“ im Sinne der statistischen Methodenlehre zählen und zum anderen in der Lage sind, die Ordnungsmäßigkeit der überprüften Lagerbuchführung nach den geforderten Ordnungsmäßigkeitskritierien zu beurteilen.

## Anwendungsvoraussetzung
Der Verfahrensweise der Stichprobeninventur liegt die Annahme zugrunde, dass ein Unternehmen über eine bestandszuverlässige Lagerbuchführung verfügt, Zu- und Abgänge im Warenbestand zeit- und mengengenau verbucht werden und eine Fortschreibung bzw. Rückrechnung auf den Bilanzstichtag verlässlich möglich ist. Im Rahmen der Stichprobeninventur erfolgen dann die Überprüfung und Auswertung einer „kleinen“ repräsentativen Stichprobe (= geringe Menge an Artikelpositionen, Lagerstellplätzen, Aufträgen etc.) und weniger „besonders“ hochwertiger Positionen, die insgesamt die Zuverlässigkeitsannahme für die Lagerbuchführung „bestätigt“ oder „verwirft“. Wird die Ordnungsmäßigkeit der Lagerbuchführung bestätigt, kann die auf den Bilanzstichtag fort- oder rückgeschriebene Lagerbuchführung dann als Inventarverzeichnis verwendet werden. Eine vollständige Aufnahme aller anderen Positionen des Vorratsvermögens oder weiterer Positionen ist dann nicht mehr erforderlich. Die Inventurarbeiten sind somit abgeschlossen.

## Einsparungspotenziale und Anwendungsalternativen
Da beim Einsatz der Stichprobeninventur nur ein geringer Teil des Vorratsvermögens physisch überprüft werden muss, können die Einsparungspotentiale (Mitarbeiter, Zeit und Kosten) um bis zu 95 % im Vergleich zu einer vollständigen körperlichen Bestandsaufnahme gesenkt werden. Voraussetzung hierfür ist allerdings, dass die Verfahrensparameter der Stichprobeninventurdurchführung auf das jeweilige zu inventarisierende Lager individuell angepasst werden. Ein Unternehmen kann die Stichprobeninventur eigenverantwortlich (durch den Erwerb einer Stichprobeninventur-Software) oder outgesourct (durch hierauf spezialisierte Dienstleistungsunternehmen) durchführen (lassen). Der Vorteil der eigenverantwortlichen Durchführung besteht bspw. in der frei verfügbaren Terminierung des Inventurdatums, der Nachteil in dem fehlenden Lerneffekt bei der Durchführung, die ja jährlich nur einmal stattfindet. Beim Outsourcing kann das vorhandene Know-how des spezialisierten Dienstleisters effizient genutzt werden. Der Dienstleister übernimmt alle Tätigkeiten (Datenanalyse, Positionsauswahl, Ergebnisermittlung, Dokumentationserstellung, Abstimmung mit der betreuenden WP-/StB-Gesellschaft etc.), die mit der Durchführung der Stichprobeninventur in Zusammenhang stehen. Lediglich die konkrete Positionsaufnahme erfolgt durch erfahrene Unternehmensmitarbeiter.